# Руда, Юрий Михайлович
Юрий Михайлович Руда (род. 28 апреля 1958, Хуст, Закарпатская область) — российский политический деятель, депутат Государственной думы 1 созыва, член фракции ЛДПР.

## Биография
Украинец. Окончил Ужгородское СПТУ по специальности «механик». С 1984 по 1989 год работал заместителем директора школы по хозяйственной части, также работал мастером и начальником цеха муниципального предприятия бытового обслуживания в поселке Горшечное Курской области. В 1986 году принимал участие в ликвидации последствий аварии на Чернобыльской АЭС.
С 1989 по 1993 год — мастер Районного Бытового Управления в поселоке Горшечное Курской области. В 1992 году стал координатором Курской областной организации ЛДПР, был членом ЦК ЛДПР.

### Депутат Государственной думы
В 1993 году включен в Общефедеральный список ЛДПР на выборах в Государственную думу 1 созыва, номер 43. Избран, вошел в состав комитета ГД по собственности, приватизации и хозяйственной деятельности.
13 раз выступил на заседаниях Государственной думы.
Участвовал в потасовке между Глебом Якуниным, Евгенией Тишковской с одной стороны, и с Жириновским, Логиновым с другой на стороне жириновцев.
В 1995 году включен в Общефедеральный список ЛДПР на выборах в Государственную думу 2 созыва, номер 1 по Курской области. Также баллотировался по Курскому избирательному округу № 96. Был исключен из списка после регистрации.
С 1996 по 1999 год работал специалистом-экспертом аппарата фракции ЛДПР в Государственной думе.
В 1999 году включен в Общефедеральный список ЛДПР на выборах в Государственную думу 3 созыва, номер 14 в Центральной группе списка. Исключен Центризбиркомом из списка как один из кандидатов, недостоверность предоставленных сведений которых «носит существенный характер».
В 2003 году выдвинулся независимым кандидатом в депутаты Государственной Думы 4 созыва по Новооскольскому одномандатному избирательному округу № 65 (Белгородская область). Набрал 1,24 % голосов избирателей. Избран не был.
В 2003 году был помощником депутата Государственной думы.
В 2004 году был доверенным лицом кандидата в президенты от ЛДПР Олега Малышкина.
В 2011 году у Руды случился сердечный приступ, всего у Руды было три инфаркта и один инсульт.
Является заместителем председателя партии «Свобода и Народовластие».